# Carnew
Carnew (irisch Carn an Bhua; deutsch: (Stein)haufen des Sieges) ist ein Dorf im County Wicklow im Osten der Republik Irland. Die Einwohnerzahl Carnews wurde bei der Volkszählung 2022 mit 1233 Personen ermittelt.

## Lage
Carnew liegt etwa 45 Kilometer südwestlich von Wicklow. Durch die Ortschaft verläuft die R725 von Carlow und Tullow kommend nach Gorey. Sie kreuzt sich im Ort mit der R748 Richtung Tinahely und Aughrim. Westlich von Carnew führt die R746 nach Bunclody.

## Geschichte
1247 wurde Carnew als das normannische Carneboth in einer Schenkungsurkunde Henry III. erwähnt. Das  Tower House Carnew Castle wurde im ausgehenden 16. Jahrhundert errichtet. 1641 wurde das Tower House für 22 Wochen belagert. 
In der zweiten Hälfte des 17. Jahrhunderts wurden protestantische Siedler geholt, um die Eichenwälder auszubeuten.
Als 1798 eine Rebellion in Irland ausbrach, wurden im Mai in der Garnison einige Personen erschossen, bei denen man eine Beteiligung vermutete. Am 4. Juni wurde der Ort evakuiert und am 8. Juni abgebrannt.
Ab dem 19. Jahrhundert wurde Carnew wieder aufgebaut.

## Sehenswürdigkeiten
- anglikanische Allerheiligen-Kirche

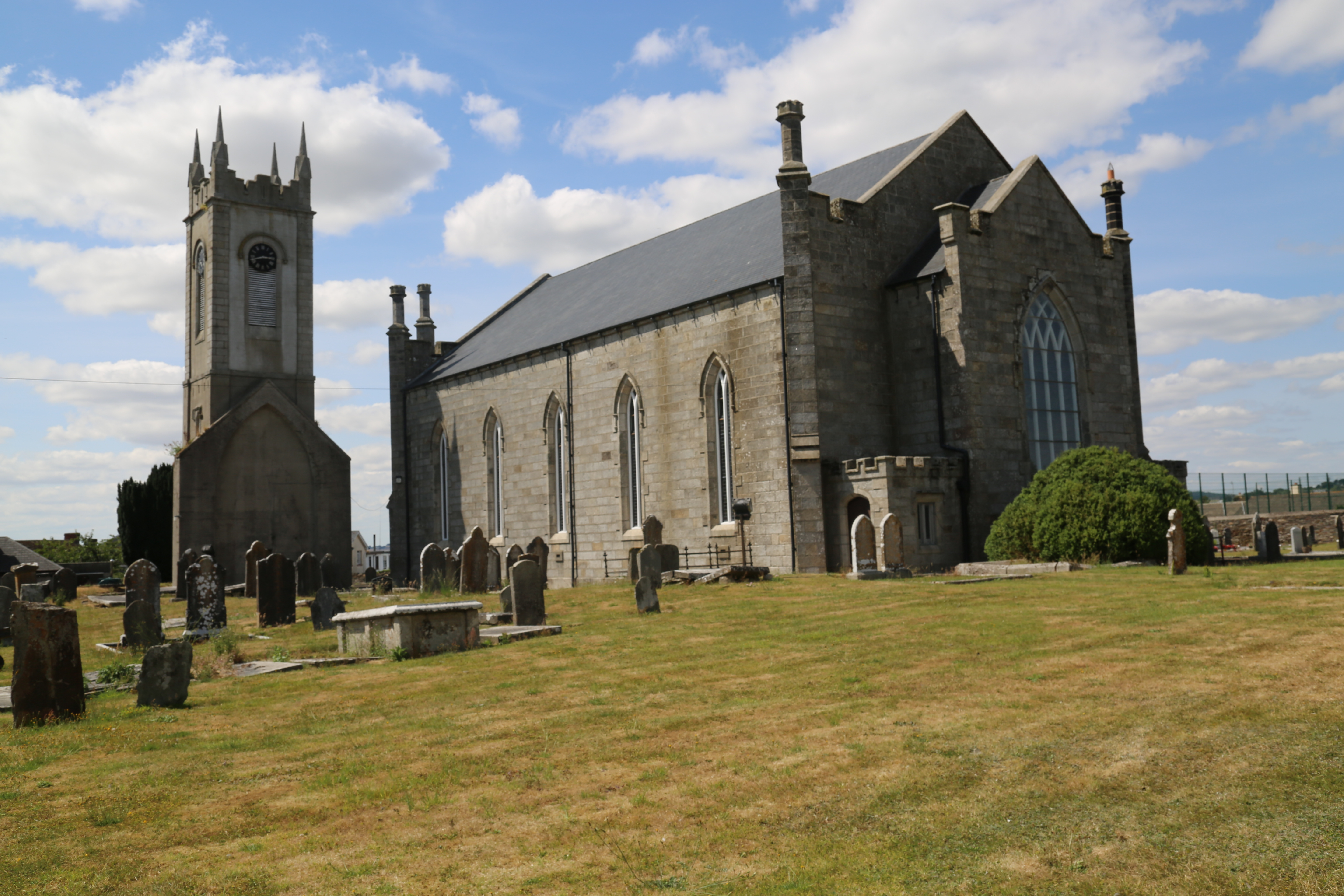
Allerheiligen-Kirche